# Communauté de communes de la Sologne des Étangs
La communauté de communes de la Sologne des Étangs est une communauté de communes française, située dans le département de Loir-et-Cher et la région Centre-Val de Loire.

## Historique
Elle est créée par un arrêté du 15 décembre 2000 avec effet au 1er janvier 2001.
En 1993, les communes de Millançay, Montrieux-en-Sologne, Neung-sur-Beuvron et Vernou-en-Sologne s'étaient groupées pour acheter le domaine de Villemorant, château du XIXe siècle au cœur d’un parc de 23 hectares et y créer une zone d'activités (Écoparc). Elles sont rejointes en 1996 par les communes de La Ferté-Beauharnais et Saint-Viâtre. En janvier 2001, le siège de la communauté de communes y est installé et les rejoignent les communes de La Marolle-en-Sologne et Villeny. Puis, en 2002, Dhuizon et Yvoy-le-Marron. Et en 2006, Veilleins et Marcilly-en-Gault en 2019.
Elle dispose de son logo actuel depuis 2016.

## Territoire communautaire

### Géographie
Située au centre-est du département de Loir-et-Cher, la communauté de communes de la Sologne des Étangs regroupe douze communes et présente une superficie de 543,6 km2.

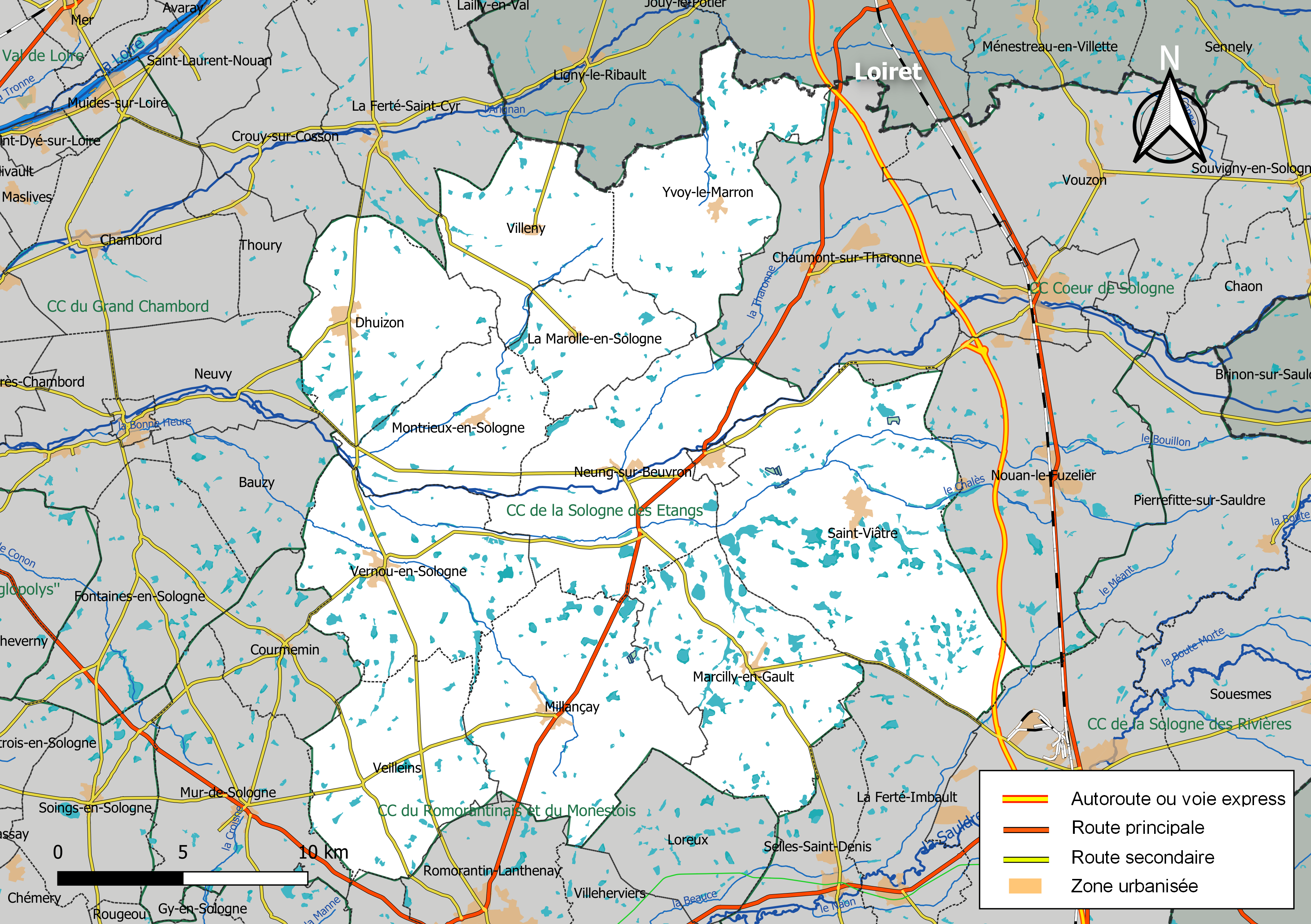
Carte de la communauté de communes de la Sologne des Étangs au 1er janvier 2019.

### Composition
La communauté de communes est composée des 12 communes suivantes :

| Nom                       | Code Insee | Gentilé        | Superficie (km2) | Population (dernière pop. légale) | Densité (hab./km2) |
| ------------------------- | ---------- | -------------- | ---------------- | --------------------------------- | ------------------ |
| Neung-sur-Beuvron (siège) | 41159      | Nugdunois      | 63               | 1 263 (2022)                      | 20                 |
| Dhuizon                   | 41074      | Dhuizonnais    | 43,34            | 1 200 (2022)                      | 28                 |
| La Ferté-Beauharnais      | 41083      | Fertésiens     | 2,42             | 582 (2022)                        | 240                |
| Marcilly-en-Gault         | 41125      | Marcigaultais  | 50,31            | 742 (2022)                        | 15                 |
| La Marolle-en-Sologne     | 41127      |                | 25,24            | 365 (2022)                        | 14                 |
| Millançay                 | 41140      | Millancois     | 57,94            | 722 (2022)                        | 12                 |
| Montrieux-en-Sologne      | 41152      |                | 34,11            | 636 (2022)                        | 19                 |
| Saint-Viâtre              | 41231      | Saint-Viâtrais | 89,79            | 1 185 (2022)                      | 13                 |
| Veilleins                 | 41268      | Veilleinsois   | 43,26            | 148 (2022)                        | 3,4                |
| Vernou-en-Sologne         | 41271      | Vernussois     | 51,31            | 557 (2022)                        | 11                 |
| Villeny                   | 41285      | Niovilliens    | 33,98            | 494 (2022)                        | 15                 |
| Yvoy-le-Marron            | 41297      | Capraisiens    | 48,92            | 757 (2022)                        | 15                 |

### Démographie
| 1968  | 1975  | 1982  | 1990  | 1999  | 2010  | 2015  | 2021  |
| ----- | ----- | ----- | ----- | ----- | ----- | ----- | ----- |
| 8 468 | 7 798 | 7 582 | 7 587 | 7 863 | 8 772 | 8 710 | 8 627 |

## Administration

### Siège
Le siège de la communauté de communes est situé à Neung-sur-Beuvron.

### Les élus
Le conseil communautaire de la communauté de communes se compose de 28 conseillers, représentant chacune des communes membres et élus pour une durée de six ans.
Ils sont répartis comme suit :
| Nombre de conseillers | Communes |
| --------------------- | --- |
| 4                     | Dhuizon, Neung-sur-Beuvron, Saint-Viâtre                                                                             |
| 2                     | La Ferté-Beauharnais, Marcilly-en-Gault, Millançay, Montrieux-en-Sologne, Vernou-en-Sologne, Villeny, Yvoy-le-Marron |
| 1 (+1 suppléant)      | La Marolle-en-Sologne, Veilleins                                                                                     |

### Présidence
À la suite des élections municipales et communautaires de 2020, le conseil communautaire a élu le 16 juillet 2020, Agnès Thibault, maire de Marcilly-en-Gault comme présidente ainsi que cinq vice-présidents.
| Période   | Période   | Identité           | Étiquette | Qualité                                                                                 |
| --------- | --------- | ------------------ | --------- | --------------------------------------------------------------------------------------- |
| 2000      | 2014      | Claude Beaufils    |           |                                                                                         |
| 2014      | 2017      | Guillaume Peltier  | UMP/LR    | Maire de Neung-sur-Beuvron (2014 → 2017) Député (2017 →2024 ) Député européen (2024 → ) |
| 2017      | juin 2020 | Jean-Pierre Guémon |           |                                                                                         |
| juin 2020 | En cours  | Agnès Thibault     |           | Maire de Marcilly-en-Gault (1995 → )                                                    |

### Compétences
Les agents de la Communauté de Communes de la Sologne des Étangs mettent en œuvre les décisions du Conseil communautaire, préparent le travail des commissions, suivent la réalisation opérationnelle des projets et participent au bon fonctionnement des services et des équipements communautaires,.

### Régime fiscal et budget
Le régime fiscal de la communauté de communes est la fiscalité professionnelle unique (FPU).